# نقطوية
النقطوية (بالفارسية: نقطوی) أو البسخانيون هم من أتباع محمود بسخاني الذي أعلن أنه المهدي حوالي 1397 م. كان محمود في أول أمره من أتباع سيد فضل الله نعيمي استرابدي زعيم الحروفية، لكن السيد فضل الله رفضه بسبب عصيانه له.

## المذهب
لم يتزوج محمود بسخاني قط، وشجع على العزوبة بين أتباعه، قائلاً إن العازب وصل إلى رتبة الواد، التي تبلغ قيمتها العددية تسعة عشر. ركز النقطوية بشدة على الرقم التاسع عشر. رأى النقطويون أن العمر الإجمالي لوجود الأرض هو 64000 سنة وأن هذا ينقسم إلى أربع فترات كل منها 16000 سنة وهذه بدورها تنقسم إلى قسمين كل منهما 8000 سنة، أحدهما حقبة عربية والآخرى فارسي.

## الاستعلامات التابعة
- الكابالا
- الأبجدية